# Кальницький Павло Федосійович
Кальни́цький Павло́ Федосі́йович (22 вересня 1929, Супротивна Балка — 19 грудня 2004, Київ) — український скульптор; член Спілки радянських художників України з 1960 року. Чоловік мистецтвознавця Людмили Кальницької, батько скульптора Бориса Кальницького.

## Біографія
Народився 22 вересня 1929 року (за іншими даними 9 вересня 1930 року) в селі Супротивній Балці (нині Полтавський район Полтавської області, Україна). Протягом 1949—1955 років навчався у Київському художньому інституті, був учнем Макара Вронського та Макса Гельмана. Дипломна робота — композиція «Богдан Хмельницький біля тіла козака Тура».
Мешкав у Києві в будинку на вулиці Червоноткацькій, № 22/2 квартира № 28, у будинку на вулиці Микитенка, № 3 а, квартира № 41 та у будинку на вулиці Прирічній, № 19 г, квартира № 189. Помер у Києві 19 грудня 2004 року.

## Творчість
Працював у галузі станкової та монументальної скульптури. Використовував гіпс, бронзу, граніт, мармур. Серед робіт:
композиції
- «Богдан Хмельницький біля тіла козака Тура» (1955);
- «Пісня миру» (1957, гіпс тонований);
- «Мирний сон» (1960, гіпс тонований);
- «Доля» (1964, мармур);
- «Комуніст» (1970, оргскло, цинк);
- «Воротар» (1971, оргскло).

портрети
- Герой Соціалістичної Праці забійник Я. А. Трисачов (1957, гіпс тонований; у співавторстві з Віктором Гречаником);
- Герой Соціалістичної Праці забійник Федір Голуб'ятников (1957, гіпс тонований; у співавторстві з Віктором Гречаником);
- «Дівчина» (1960, гіпс тонований);
- голова колгоспу М. П. Мелашенко (1973, цинк);
- Герой Радянського Союзу, гвардії старшина Федір Іванович Мінін (1974, гіпс тонований; у співавторстві з Віктором Гречаником);
- Маршал Радянського Союзу Федір Іванович Толбухін (1975, бронза);
- автоінспектор, старшина міліції С. Духновський (1977, гіпс тонований).

монументальна скульптура
- «Монумент на честь 300-річчя возз'єднання України з Росією» у Переяславі (1961, бронза, граніт; у співавторстві з Василем Вінайкіним, Віктором Гречаником, архітектор Василь Гнєздилов);
- пам'ятник Тарасові Шевченкові у місті Звенигородці Черкаської області (1964, штучний камінь, граніт; у співавторстві з Петром Остапенком, архітектор Юрій Кисличенко);
- пам'ятник Тарасові Шевченкові у місті Умані (1965);
- пам'ятник Василю Чапаєву в місті Лубнах (1966, чавун, граніт; у співавторстві з Петром Остапенком, архітектор Юрій Кисличенко);
- надгробний пам'ятник Максимові Рильському на Байковому кладовищі у Києві (1969, бронза, граніт; у співавторстві з Петром Остапенком);
- меморіальна дошка Зої Гайдай у Києві (1970, барельєф, граніт; у співавторстві з Петром Остапенком, архітектор Яків Ковбаса);
- меморіальний комплекс загиблим односельчанам у селі Дейкалівці Полтавської області (1970);
- меморіальний комплекс воїнам у селищі Тернах Сумської області (1971);
- серія погрудь «Герої Радянського Союзу» у місті Миргороді (1972);

- пам'ятник Володимиру Леніну в місті Бершаді (1975, у співавторстві);
- пам'ятник загиблим «Скорботна мати» в місті Бершаді (1977, у співавторстві);
- погруддя Павла Пестеля у місті Тульчині (1979);
- погруддя Антона Макаренка у Києві (1982);
- пам'ятник Герою Радянського Союзу Степану Харитоновичу Сікорському у селі П'ятигорах Київської області (1983, бронза);
- погруддя пожежника Чорнобиля Віктора Кібенка у місті Іванкові (1987);
- погруддя пожежника Чорнобиля Володимира Правика у місті Ірпені (1988).

|                                                           |                          |                              |                        |                           |                               |                             |
| Монумент на честь 300-річчя возз'єднання України з Росією | Пам'ятник Василю Чапаєву | Надгробок Максима Рильського | Погруддя Павла Пестеля | Погруддя Антона Макаренка | Пам'ятник Степану Сікорському | Погруддя Володимира Правика |

Брав участь у республіканських виставках з 1956 року, всесоюзних — з 1957 року, зарубіжних — з 1958 року, зокрема у 1963 році його роботи експонувалися у Німецькій Демократичній Республіці та у Польській Народній Республіці.